# Bunara (Bosanski Petrovac)
Bunara (szerbül: Бунара) szerb falu Bosznia-Hercegovinában, a Bosznia-hercegovinai Föderáció Una-Szanai kantonjában, Bosanski Petrovac községben.

## Fekvése
Bosznia-Hercegovina nyugati részén, Bihácstól légvonalban 65, közúton 76 km-re délkeletre, Bosanski Petrovactól légvonalban 17, közúton 23 km-re keletre, a Bravsko polje keleti részén fekszik.  Jasenovactól délkeletre található a Podovi-hegy, majd egy szurdok következik, ahol Bunara található. Mögötte van egy másik lejtős fennsík, amely szelíden emelkedik egészen Srneticáig. Mindezek a felszínformák iránya egybeesik a Bravsko polje-fennsík alapirányával, amely nyugat-keleti irányú. A fennsíkon kis völgyek találhatók, melyekben minden oldalon apró fészkekként víznyelők vannak szétszórva. Itt található a Bravsko polje legalacsonyabb pontja is, mely mindössze 606 méterrel található a tengerszint fölött.

## Népessége
| Nemzetiségi csoport | Népesség 1991 | Népesség 2013 |
| ------------------- | ------------- | ------------- |
| Szerb               | 97            | 16            |
| Bosnyák             | 0             | 0             |
| Horvát              | 0             | 0             |
| Jugoszláv           | 1             | 0             |
| Egyéb               | 0             | 0             |
| Összesen            | 98            | 16            |

## Története
A település területe már az ókorban is lakott volt. Ezt bizonyítja a Gradina nevű lelőhelyen található késő bronzkori erődített település maradványa.
1941-ben a település a Független Horvát Állam része lett. Ezt követően indult meg a boszniai szerbek felkelése a horvát uralom ellen. 1941. szeptember 20-án és 21-én az Usztasa tisztogató hadműveletet hajtott végre a környékbeli szerb falvak ellenállásának felszámolására, mely Bunarát is érintette. Ennek során a környező falvak, Bunara, Jasenovac, Donje Polje és Glavica házait felgyújtották és mintegy 190 lakosát gyilkolták meg. Mintegy 200 lakos a környező erdőkbe menekült.
A daytoni békeszerződést követő területmegosztást követően település egy 5 lakosú része a Szerb Köztársaságban levő Petrovac községhez tartozik. 

## Nevezetességei
- Gradina – ókori erődített település maradványai. Az egyenetlen területű lelőhely egy platón, egy 20x50 méteres területen fekszik. A védtelenebb északi és déli oldalán magas kőfalak határolták, melyek még ma is mintegy 3 méter magasan állnak. A másik két oldalát mély szakadékok teszik megközelíthetetlenné. A platón számos ókori kerámiatöredék és egyéb háztartási hulladék került elő. A szakemberek a korát a késő bronzkorra és a vaskorra teszik.[5]

## Fordítás
- Ez a szócikk részben vagy egészben  a   Bunara (Bosanski Petrovac) című bosnyák Wikipédia-szócikk ezen változatának fordításán alapul.  Az eredeti cikk szerkesztőit annak laptörténete sorolja fel. Ez a jelzés csupán a megfogalmazás eredetét és a szerzői jogokat jelzi, nem szolgál a cikkben szereplő információk forrásmegjelöléseként.